# Leonid Lazebnik
Leonid Borissovitch Lazebnik (en russe : Леонид Борисович Лазебник), né le 11 janvier 1941 à Moscou en Union soviétique, est un médecin russe et Président de la Société scientifique de gastroentérologie de Russie. Docteur en médecine, professeur (1992), Professeur à l'Université médicale de Moscou-III, membre de l'Académie russe des sciences naturelles.
Il est diplômé de Première Université de médecine Ivan Setchenov de Moscou (1965). En 1991, il a défendu sa thèse de doctorat.
De 1993 à 2012, il est médecin en chef de Moscou.
De 1995 à 2001, il est gérontologue en chef de Russie.
De 2001 à 2012, il est directeur de l'Institut central de recherche de gastro-entérologie.
Il est un expert dans le traitement du miel.
Il est l'auteur de livres sur l'apithérapie et phytothérapie.
Il est lauréat du prix de l'Académie des sciences médicales de Russie en 1999.
Il est lauréat du prix du gouvernement de Moscou en 2000.